# Igny-Comblizy
Igny-Comblizy  là một xã thuộc tỉnh Marne trong vùng Grand Est đông nam nước Pháp. Xã này nằm ở khu vực có độ cao trung bình 214 mét trên mực nước biển.